# سقنقور راه‌راه
سقنقور راه‌راه (نام علمی: Ablepharus bivittatus) گونه‌ای سقنقور است که بومی شمال ایران، ارمنستان، ترکمنستان، آذربایجان و ترکیه است. این گونه عموماً در ارتفاعی بین ۲۳۰۰ متر تا ۳۳۰۰ متر یافت می‌شود. زیرگونه لیندبرگ از این گونه در غرب افغانستان یافت می‌شود.